# Gunnar Heimbürger

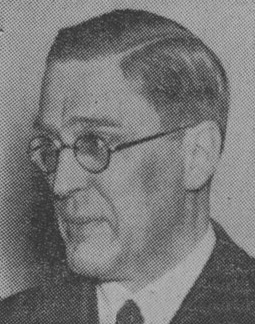
Gunnar Heimbürger

Gunnar Vilhelm Heimbürger, född 19 september 1897 i Göteborg, död 18 juni 1968 i Västerleds församling, Stockholm, var en svensk arkitekt.
Heimbürger, som var son till civilingenjör Hjalmar Heimbürger och Elin Hildebrand, avlade studentexamen 1917 samt utexaminerades från Kungliga Tekniska högskolan 1923. Han bedrev ljudtekniska studier och var assistent vid Kungliga Tekniska högskolan 1923–1926 och 1928–1929, förste assistent 1929–1946, t.f. professor i byggnadsteknik vid Kungliga Tekniska högskolan och lektor i byggnadsteknik vid Högre tekniska läroverket i Stockholm från 1947. Han var ordförande i Kungliga Tekniska högskolans studentkår 1922, styrelseledamot i Stockholms byggnadsförening 1940–1944 och redaktör för tidskriften Byggmästaren 1943–1947.